# USS Gurnard (SS-254)
«Гарнард» (англ. USS Gurnard (SS-254)) — підводний човен військово-морських сил США типу «Гато», котрий взяв участь у бойових діях Другої Світової війни.
Човен спорудила компанія General Dynamics Electric Boat на верфі у Гротоні, штат Конектикут. Після проведення випробувань поблизу Нью-Лондона (Конектикут) «Гарнард» 2 листопада 1942 вирушив на протилежну сторону Атлантики та 15 листопада прибув до шотландського порту Росніт, де облаштували базу підводних човнів США.

## Походи
Всього човен здійснив дев'ять бойових походів

### 1-й похід
Тривав з 28 листопада по 27 грудня 1942-го та завершився прибуттям до Росніту. «Гарнард» діяв в Біскайській затоці поблизу іспанського узбережжя з метою виявлення німецьких проривачів блокади, проте не зміг досягнути якихось успіхів. Через малу ефективність дій підводних човнів США в Атлантиці їх поступово відправляли на Тихий океан, зокрема, «Гарнард» 25 січня — 7 лютого знову перетнув Атлантику та прибув до Нью-Лондону. Після проходження ремонту 29 квітня човен полишив Коннектикут та 26 травня досяг Перл-Гарбору.

### 2-й похід
Тривав з 12 червня по 26 липня 1943-го та завершився поверненням до Перл-Гарбору. Човен спершу діяв в районі Палау (важливий транспортний хаб японців на заході Каролінських островів), де 6 липня зазнав пошкоджень внаслідок атаки глибинними та авіабомбами, проте продовжив похід та 11 липня потопив вантажне судно у Філіппінському морі за шість з половиною сотень кілометрів на північний захід від Палау.

### 3-й похід
Тривав з 6 вересня по 28 жовтня 1943-го та завершився поверненням до Перл-Гарбору. «Гарнард» діяв у північній частині Південнокитайського моря (в подальшому цей район стане відомий як «Конвой Коллідж»), де 8 жовтня дещо більше ніж за сотню кілометрів на північний захід від північного завершення острова Лусон потопив два транспорти.

### 4-й похід
Тривав з 28 листопада 1943 по 7 січня 1944 та завершився поверненням до Перл-Гарбору. «Гарнард» діяв на схід від острова Хонсю, де 22 грудня торпедував та пошкодив вантажне судно Haferland (колишнє німецьке Havelland, 6334 тон), що так і не було повернуте на службу. А 24 грудня човен знищив два транспорти та переобладнаний тральщик "Наруо-Мару" (215 тон). Нарешті, 27 грудня «Гарнард» торпедував та пошкодив переобладнаний легкий крейсер Гококу-Мару (буде потоплений іншим підводним човном у листопаді 1944-го). Після прибуття на базу «Гарнард» вирушив для ремонту на верфі Mare Island Navy Yard (Вальєхо, Каліфорнія), звідки повернувся до Перл-Гарбору 25 березня 1944-го.

### 5-й похід
16 квітня 1944-го човен вийшов на бойове патрулювання між островами Целебес та Мінданао. 6 травня за півтори сотні кілометрів на північний захід від Манадо він потопив одразу три судна зі складу конвою «Таке № 1», який перевозив підкріплення на Нову Гвінею. Разом з транспортами загинуло біля 1300 військовослужбовців та було втрачено багато озброєння. 24 травня «Гарнард» додав до свого бойового рахунку танкер, знищений на вході до затоки Давао, а 11 червня прибув до Фрімантлу на західному узбережжі Австралії.

### 6-й похід
Тривав з 8 липня по 5 вересня 1944 та завершився поверненням до Фрімантлу. Човен побував у морях Банда, Молуккському, Сулавесі, Сулу та Мінданао, проте не зміг збільшити свій бойовий рахунок.

### 7-й похід
Тривав з 9 жовтня по 17 листопада 1944 та завершився поверненням до Фрімантлу. «Гарнард» патрулював у Південнокитайському морі уздовж північно-західного узбережжя острова Борнео та на початку листопада потопив вантажне судно. Крім того, човен провів мінну постановку біля узбережжя Сараваку.

### 8-й похід
Тривав з 11 грудня 1944 по 1 лютого 1945 та завершився поверненням до Фрімантлу. «Гарнард» патрулював у Південнокитайському морі, проте не зміг збільшити свій бойовий рахунок.

### 9-й похід
10 березня 1945-го човен знову попрямував до Південнокитайського моря. І на цей раз йому не вдалось досягнути нових успіхів, а 9 травня «Гарнард» прибув до Перл-Гарбору, звідки вирушив для ремонту на Mare Island Navy Yard.

## Післявоєнна доля
Вже у листопаді 1945 року човен вивели із бойового складу флоту.
Наприкінці 1949 року «Гарнард» активували для використання у навчанні Резерву ВМФ.
1 травня 1961 року човен остаточно виключили зі списків флоту і 26 вересня 1961 року продали на злам.

## Бойовий рахунок
| Дата       | Назва            | Тип                     | Тоннаж | Місце             |
| 11.07.1943 | Тайно Мару       | вантажне                | 1925   | 12°53'N 131°49'E  |
| 08.10.1943 | Тайан Мару       | вантажне                | 5655   | 18°24'N 119°9'E   |
| 08.10.1943 | Дайніті Мару     | вантажопасажирське      | 5813   | 18°24'N 119°9'E   |
| 24.12.1943 | Сейдзан Мару № 2 | вантажне                | 1898   | 34°2'N 136°19'E   |
| 24.12.1943 | Тофуку Мару      | вантажне                | 5857   | 33°58'N 136°16'E  |
| 24.12.1943 | Наруо Мару       | переобладнаний тральщик | 215    | 34°17'N, 136°55'E |
| 06.05.1944 | Тенсінзан-Мару   | вантажне                | 6886   | 2°42'N 124°10'E   |
| 06.05.1944 | Тазіма-Мару      | вантажопасажирське      | 6995   | 2°42'N 124°10'E   |
| 06.05.1944 | Аден-Мару        | вантажопасажирське      | 5824   | 2°42'N 124°10'E   |
| 24.05.1944 | Татекава Мару    | танкер                  | 10090  | 5°45'N 125°45'E   |
| 03.11.1944 | Таймей Мару      | вантажне                | 6923   | 5°48'N 111°5'E    |